# الملكة الميتة (مسرحية)
الملكة الميتة (بالفرنسية: La Reine morte) مسرحية درامية تتكون من ثلاثة فصول كتبها هنري دي مونترلان في سنة 1942، وتم عرضها لأول مرة في 18 ديسمبر 1942 في عرض لبيير دوكس.
هذه المسرحية تعتبر من أهم أعمال المؤلف وهي مستوحاة من تاريخ الملوك البرتغاليين: ألفونسو الرابع و بيدرو الأول وإينيس دي كاسترو.

## الشخصيات
- فيرانتي: ملك البرتغال ذو السبعين عامًا.
- دون بيدرو: الأمير ابن ملك البرتغال، 26 عامًا.
- دونا إينيس دي كاسترو .
- دونا بيانكا: الأميرة النافارية، 17 عاما.
- إيغاس كويلو: الوزير الأول.
- ألفار غونسالفيس: مستشار.
- دون كريستوفال: مربي الأمير (رجل مسن)
- الأمير النافاري: شقيق الأميرة.
- الأميرال الكبير وأمير البحر.
- دينو ديل مورو: حاجب الملك ذو الثلاث عشرة سنة.
- دون إدواردو: سكرتير.
- دون مانويل أوكايو.
- حاجبان صغيران للملك.
- الملازم مارتينزاينيس دي كاسترو.
- ثلاث سيدات من النافار.
- ضباط وجنود وأناس.

## القصة
من المخطط عقد زواج بين الدونا بيانكا أميرة النافار وابنة ملكها والدون بيدرو ولي عهد البرتغال وابن ملكها فيرانتي . الهدف من هذا الزواج هو تأسيس تحالف سياسي بين المملكتين ضد قشتالة .
تبدأ المسرحية بمقابلة بين الملك فيرانتي والدونا بيانكا. تعلن خلالها الفتاة البالغة من العمر سبعة عشر عاماً الملك أن ابنه الدون بيدرو أعلمها برفضه الزواج منها وهذا شيء مهين وجه إليها وهي في أرض البرتغال، فقررت المغادرة إلى بلادها النافار. يسألها الملك فرانتي البقاء وتاخير سفرها مع أخيها، حتى يتمكن من مناقشة ابنه في تصرفه الذي عبر عن أسفه وخجله منه.
أثناء مقابلة خاصة مع بيدرو، سيحاول الملك تذكير ابنه بواجباته كأمير.  فمع علمه بوجود علاقة بين ابنه وإينيس دي كاسترو وعدم اعتراضه عليها إلا أنه لم ير فيها مانعا لإتمام الزواج بالأميرة الإسبانية والذي سيجلب الخير لبلده. على الرغم من إصرار فرانتي، رفض بيدرو بعناد هذا الزواج. إنه يحب بشدة الفتاة الشابة إينيس ولا يريد التضحية بسعادته لأجل الدولة.  إلا أنه وبسبب خوفه من والده؛ لم يكن لديه الشجاعة لإخباره أنه تزوج إينيس سراً وأنها كانت حاملا أيضا . إن إينيس بعد تلك المقابلة هي نفسها التي ستقول للملك خبر زواجهما دون أن تخبره أنها حامل.
ألقى الملك القبض على ابنه، لهدف وحيد هو ارجاعه إلى رشده.
نظرًا لعدم إمكانية فسخ هذا الزواج، قدم العديد من مستشاري الملك نصائحهم بقتل إينيس والتخلص منها ورأوا أن هذا لا يعتبر جرما ما دام في مصلحة الدولة وفيه إزالة لعائق يقف في طريق تحالف سياسي مهم وفيه أيضا إظهار لسلطة الملك وهيبة مقامه.
يشعر الملك بشيء من الحنان تجاه إينيس ويرفض القيام بقتلها. يؤمن الملك بإمكانية وجود حل أكثر دبلوماسية، إلى جانب احساسه بوجود نوايا سيئة عند بعض مستشاريه ضد إينيس.
تتجاهل إينيس التهديدات التي تحوم حولها، تتاح لها فرصة لرؤية زوجها المعتقل. تعيش فقط من أجل بيدرو والطفل الذي تشعر به في رحمها.
أميرة النافار ورغم وجعها في كبريائها وأنفتها الملكيين بسبب فعل بيدرو بها إلا أنها تحاول إقناع إينيس بالسفر معها لإنقاذ حياتها إلا أن إينيس ترفض.
تؤمن إينيس بصلاح الملك ولا تريد التخلي عن الزوج الذي تحبه، لذلك تبقى إينيس قريبة من الملك وتتحدث معه طويلا.
يثق الملك بها ويبلغها بآلام السلطة والملك ومتاعبهما.
تعترف إينيس للملك بحملها من بيدرو. يستمر حذيثهما طويلا ثم تطلب إينيس الانصراف إلى مقر سكنها ولم يكن معها إلا أربعة من الحرس. غادرت إينيس، قرر الملك قتلها وهي في طريقها لمنزلها. على الرغم من تردده، لم يفعل شيئًا لإنقاذها.
 بعد لحظات قليلة في نفس تلك الليلة، مرض الملك وسقط. ثم يتم إحضار جثة إينيس على نقالة. بيدرو يخرج من معتقله ويصبح ملكا، بيدرو الذي تأثر كثيراً يبكي على زوجته بينما يتعهد الأمراء بالولاء له. لا يزال جسد الملك وحده مهجورًا في القاعة.